# Обводнення свердловини
Обво́днення свердлови́ни (рос. обводнение скважины; англ. encroachment of water (water intrusion), drowning, нім. Sondenverwässern n) — надходження у свердловину, яка експлуатує заданий горизонт, води з нижче- або вищезалеглих водоносних горизонтів у зв'язку з неякісним цементуванням або порушенням герметичності обсадної колони.

## Вступ. Шляхи обводнення свердловин
Велика різноманітність і складність шляхів обводнення нафтових і газових свердловин обумовлює труднощі вирішення проблеми, яка ще більше посилюється відсутністю надійних методів визначення шляхів надходження води до свердловини. В умовах складної геологічної будови покладів і пластів спостерігається все різноманіття форм надходження води, основними з яких є:
1) обводнення свердловин за рахунок підтягування підошовної води (утворення конуса обводнення);
2) обводнення свердловин за рахунок випереджаючого просування води найбільш проникними пропластками одного пласта (утворення язиків обводнення);

3) обводнення свердловин за рахунок первинного обводнення високопродуктивних пластів при об'єднанні двох і більше продуктивних пластів в один об'єкт розробки;
4) обводнення свердловин по неякісному цементному кільцю. При цьому свердловини обводнюються як водами експлуатаційного пласта, так і водами водоносних горизонтів, що знаходяться вище і нижче.

## Обводнення свердловини підошовною водою
Обводнення свердловини підошовною водою (рос. обводнение скважины подошвенной водой; англ. bottom water encroachment (intrusion) of a well, нім. Sondenverwässern n mit Sohlenwasser) — надходження у видобувну свердловину підошовної води у зв'язку з близькістю нижніх отворів фільтра до початкового або поточного водонафтового (ВНК) (газоводяного) контакту (ГНК), з утворенням водяних конусів або з неякісним цементуванням свердловини в інтервалі між отворами фільтра і ВНК.
Підошовна вода конусоподібно затягується у привибійну зону і надходить у свердловину через нижні отвори інтервалу перфорації експлуатаційної колони. Обводнення свердловин при цьому постійно прогресує. Передчасне обводнення свердловин, не пов'язане з повним виробленням пласта, зменшує кінцеву нафто- і газовіддачу, призводить до великих витрат на видобуток попутної води та підготовку нафти і газу.

## Заходи щодо запобігання та ліквідації обводнення газових свердловин
Обмеження притоку води до вибоїв свердловин є однією з найважливіших проблем у системі заходів з підвищення ефективності розробки нафтових і газових родовищ та збільшення нафто- і газовіддачі пластів. У свердловинах, що експлуатують кілька продуктивних пластів одночасно, обводнення відбувається нерівномірно — вода просувається по більш проникним пропласткам і прошаркам. Часто надходження води по таких пропластках відбувається настільки інтенсивно, що складається враження повного обводнення свердловини. У таких умовах відбувається нерівномірне вироблення окремих пластів.
В першу чергу обводнюється розкрита товща продуктивного пласта, пластові та інші види вод накопичуються у привибійній зоні пласта та на вибої свердловини. Основними причинами ускладнень, що виникають при експлуатації обводнюваних свердловин, є:
‒ механічне забруднення ПЗП;
‒ неякісне цементування обсадних колон або порушення цілісності цементного кільця у процесі експлуатації свердловини;
‒ обводнення свердловин як підошовними, так і крайовими водами;
‒ обводнення за рахунок конденсації води при зміні термо-динамічних умов залежно від технологічного режиму експлуатації свердловин тощо.
Методи боротьби з обводненням видобувних свердловин, за-лежно від впливу на продуктивний пласт ізолюючого (тампонувального) матеріалу, поділяються на дві групи — селективні і неселективні.
У свою чергу матеріали, що застосовуються при селективному впливі на обводнений пласт, поділяються на дві групи:
‒ матеріали що тужавіють під час контакту із водою, яку ізолюють, тобто які утворюють осад (гіпан, латекс, суспензії цементу на вуглеводневій основі);
‒ матеріали, які вибірково руйнуються від контакту з флюїдом, що видобувається (нафтою або газом) — двофазні піни, в'язкі вуглеводні, композиції на основі поліакриламіду.
До матеріалів селективної дії належать поліуретанові смоли, акроїдні смоли, лактони тощо.
Використання матеріалів неселективної дії засноване на закупорюванні (тампонуванні) спочатку всього продуктивного інтервалу з подальшим розкриттям необводненої товщі продуктивного пласта.
Реалізація матеріалів неселективної дії ґрунтується на:
‒ методах утворення осаду в пористому середовищі в результаті взаємодії реагентів, що закачуються, з пластовою водою (водні розчини солей заліза, алюмінію, їдкого натру);
‒ методах створення гелів за рахунок реакції між первинними або вторинними амінами (водорозчинні солі кремнієвої кислоти), використання гелеутворюючих реагентів типу полісахаридів (крохмаль) та протеїнів (білки);
‒ методах заснованих на створенні: цементних суспензій на водній основі; суспензій на основі синтетичних смол фенолоальдегідної, меланіно-формальдегідної); суспензій глин з вуглеводневим дисперсійним середовищем тощо;
‒ методах, заснованих на використанні синтетичних смол (акрилової, епоксидної).
Технологічні процеси, пов'язані з обмеженням припливу води у свердловину, можна прискорювати або сповільнювати шляхом введення в них спеціальних добавок, які прискорюють процеси коагуляції, полімеризації тощо.
Існують також і методи тимчасової ізоляції (відключення) пластів, що обводняються, засновані на спонтанному руйнуванні реагенту через певний проміжок часу, до них відносяться суспензії солей, які в контакті з пластовою водою вступають в реакції з утворенням газоподібних або рідких продуктів реакції. До таких матеріалів відносяться зріджені гази (метан, етан, пропан і т. ін.), гранульовані речовини типу похідних кам'яновугільного дьогтю, водні розчини полівінілового спирту і крохмалю, які при охолодженні утворюють гель.

### Селективні і неселективні методи ізоляції
Методи обмеження припливу вод у свердловини залежно від характеру впливу закачаної водоізолюючої маси на проникність нафто- і газонасиченої частини пласта, розкритого перфорацією, діляться на селективні та неселективні.
Селективні методи ізоляції (СМІ) – це такі методи, коли використовують матеріали, які закачують на всю перфораційну частину пласта. При цьому утворений осад, гель або твердіюча речовина збільшують фільтраційний опір тільки у водонасиченій частині пласта і не закупорюють нафтової або газової частини пласта. При СМІ немає потреби проводити повторну перфорацію.
З урахуванням механізму утворення водоізолюючих мас можна виділити п'ять селективних методів (на прикладі обмеження припливу вод у нафтові свердловини):
- 1. Методи селективної ізоляції, засновані на утворенні водоізолюючої маси, розчинної у нафті і нерозчинної у водному середовищі. Рекомендується використовувати такі матеріали, як нафталін, парафін, розчинені в аніліні, креозолі, ацетоні, спирті або інші пересичені розчини твердих вуглеводнів у розчинниках. Застосовуються в'язкі нафти, емульсії та інші нафтопродукти, нерозчинні солі та латекси типу СКД-1.
- 2. Методи селективної ізоляції, засновані на утворенні закачуваними у пласт реагентами осадів у водонасичених зонах. Закачують неорганічні сполуки типу FeSO4, M2SiО3 (M – одновалентний лужний метал), які, реагуючи між собою у водному середовищі, утворюють гідрат закису заліза та силікагель. Більш міцну масу утворюють кремнеорганічні олігомери, які мають тривалий ефект впливу.
- 3. Методи, засновані на взаємодії реагентів із солями пластових вод. На осадженні та структуруванні іонами полівалентних металів Ca+2, Mg+2, Fe+2 та інших засновані методи обмеження руху води у пласті із застосуванням таких високомолекулярних сполук, як похідні целюлози та акрилових кислот. В контакті з наведеними катіонами осаджується з розчину ряд сополімерів поліакрилової та метакрилової кислот з високим ступенем гідролізу. У нафтовому середовищі вони зберігають свої початкові фізичні властивості, забезпечуючи цим селективність дії на нафтоводонасичений пласт.
- 4. Методи, що ґрунтуються на взаємодії реагенту з поверхнею породи, покритою нафтою. До цієї групи належать способи обмеження припливу води з використанням частково гідролізованого поліакриламіду (ПАА), мономерів акриламіду, гіпано-формальдегідної суміші (ГФС) та ін. Механізм методів полягає в тому, що при адсорбційному та механічному утримуванні полімеру в пласті величина залишкового опору залежить від мінералізації води, молекулярної маси полімеру, ступеня гідролізу та проникності пористого середовища. Величина залишкових опорів у нафтонасиченій частині порід набагато нижче, ніж у водонасичених, що пояснюється спорідненістю частинок поліакриламіду з органічними сполуками нафти. Крім того, у нафтонасиченій частині пласта погіршуються умови для адсорбційного та механічного утримання частинок полімеру породою внаслідок присутності на поверхні розділу вуглеводневої рідини.
- 5. Методи, засновані на гідрофобізації поверхні порід привибійної зони із застосуванням ПАР, аерованих рідин, поліорганосилоксанів та інших хімічних продуктів. Загальний механізм полягає у гідрофобізації порід, яка призводить до зниження фазової проникності порід для води, в утворенні бульбашок газу, які легко руйнуються у присутності нафти.

Неселективні методи ізоляції (НСМІ) – це такі методи, де використовуються матеріали, які незалежно від насиченості середовища нафтою, водою чи газом утворюють екран, що не руйнується згодом у пластових умовах. Основна вимога при НСМІ – точне виділення обводненого інтервалу, що обробляється, і виключення закупорювання продуктивної нафтонасиченої або газонасиченої частини пласта.
Як водоізолюючі матеріали використовують наступні групи реагентів.
- 1. Водоізолюючі матеріали на основі твердіючих систем у повному обсязі пласта:

- цементні склади;
- смоли (фенолформальдегідні смоли типу ТСД-9 та ТС-10; рідкі формальдегідні смоли типу СФЖ-3012, ВР-1, ГТМ-3; сечовиноформальдегідні смоли тощо);
- склади з утворенням водоізолюючої маси в результаті взаємодії закачуваних реагентів (закачування рідкого скла з соляною кислотою та ін.).
- 2. Водоізолюючі матеріали на основі осадоутворювальних систем.
- 3. Технічні засоби.
- 4. Технічні засоби з водоізолюючими матеріалами.

## Методи відновлення продуктивності обводнюваних свердловин
Методи відновлення продуктивності свердловин поділяються на дві великі групи:
- ‒ заходи, спрямовані на запобігання надходженню пластової води до свердловини;
- ‒ заходи, направлені на підтримку продуктивності обводнюваної свердловини на заданому рівні при надходженні в неї води.

До першої групи методів відновлення продуктивності відносяться заходи, пов'язані зі зменшенням припливу пластової води різними методами впливу на обводнюваний пласт на різних стадіях розробки родовища:
‒ ізоляція обводнюваних пластів за допомогою системи пакерів та цементних мостів, застосування полімерів та смол, водних розчинів ПАР, пін та емульсій з метою створення на їх основі штучного захисного екрану;
‒ селективне, направлене розкриття продуктивної товщі пласта;
‒ перерозподіл відборів пластових флюїдів по видобувним свердловинам або експлуатаційним об'єктам багатопластового покладу.
Друга група заходів застосовується в основному на пізній стадії розробки і включає:
‒ методи видалення рідини із вибою свердловини різними способами: продуванням свердловини вручну або автоматично; застосування занурених, плунжерних та штангових насосів; застосування газліфту у різних модифікаціях; використання внутрішньосвердловинної сепарації; переведення рідини в пароподібний стан; застосування сухого льоду; застосування пінотвірних ПАР тощо;
‒ методи збереження або відновлення колекторських властивостей продуктивних обводнюваних пластів включають: глушіння свердловин при проведенні робіт з консервації або капітального і підземного ремонту рідинами, що не погіршують колекторських властивостей ПЗП; обробку привибійної зони водними розчинами ПАР для поліпшення або відновлення колекторських властивостей продуктивної товщі пласта.

## Дотичні терміни

### Обводнювальний пласт
Обводнювальний пласт (рос. обводняющий пласт; англ. drowning bed; нім. verwässernde Schicht f) — пласт, який є джерелом обводнення свердловини і з якого вода припливає в нафтову (чи газову) свердловину.

### Обводнювана свердловина
Обводнювана свердловина (рос. обводняющаяся скважина; англ. water producing well; нім. verwässerte Sonde f) — видобувна свердловина з відносно невисокою, але зростаючою швидким темпом обводненістю продукції (нафти, газу).